# Alaginella atracta
Alaginella atracta is een slakkensoort uit de familie van de Marginellidae. De wetenschappelijke naam van de soort is voor het eerst geldig gepubliceerd in 1918 door Tomlin.